# Christelle Chollet
Pour les articles homonymes, voir Chollet.
Christelle Chollet est une comédienne, chanteuse et humoriste française, née à Toulouse le 5 décembre 1972.
Elle a débuté au conservatoire de Toulouse. 
Elle a fait partie des Baladins en Agenais. 
Son spectacle solo L'Empiafée a tenu l'affiche pendant cinq ans et rassemblé 700 000 spectateurs.

## Biographie
Vers 1994, elle chante dans le bistrot "Le 39-45" à Toulouse, reprenant le répertoire français, Édith Piaf et autres.
En 2016, elle achète à Paris le théâtre de la Tour Eiffel (4 square Rapp), un établissement vétuste datant de 1907. Elle le rénove et elle y monte pour la première fois sur scène le 27 juillet 2017.

### Vie privée
Elle est mère d'une fille se prénommant Tina, née le 13 octobre 2009, qu'elle a eue avec l’humoriste et metteur en scène Rémy Caccia (de son vrai nom Cacciaguerra), du duo Bob et Rémy, avec qui elle s'est mariée le samedi 29 juin 2013 à Porquerolles.

## Émissions de télévision
- Les Années Tubes, émission de variétés présentée par Jean-Pierre Foucault sur TF1 : chanteuse.
- Douce France, émission de Christine Bravo sur France 2 : chroniqueuse.
- La bande de ouf, programme court.
- Flic side story, programme court.
- C'est tous les jours Noël, émission présentée par Sophie Davant et Tex sur France 2 : chanteuse.
- 2011 : Mot de passe, jeu animé par Patrick Sabatier sur France 2 : "maitre-mot"
- 2016 : Vendredi tout est permis avec Arthur, émission de divertissement sur TF1 : invitée
- 2018-2019 : Le Grand Concours, jeu sur TF1 : participante
- 2022 : Mask Singer (saison 4), présenté par Camille Combal sur TF1 : participante, sous le costume du Dalmatien
- 2025 : 100% logique sur France 2

## Radio
- 2003 - 2004 : émission Moby Dick sur France Bleu Île-de-France, "La CityRadio", puis sur France Bleu en national, avec Dick Rivers et Rémy Caccia.
- 2010 : On va s'gêner sur Europe 1, divertissement présenté par Laurent Ruquier : invitée (13 avril 2010).

## Théâtre
- Le Menteur de Corneille, mise en scène Nicolas Briançon, Théâtre Hébertot.
- 1997 : L'Arlésienne d'Alphonse Daudet, mise en scène Roger Louret avec Jean Marais et Bernadette Lafont
- 2004 : Entretien avec Dieu, pièce de et mise en scène par Philippe Vidal ; Théâtre du Forum, festival d'Avignon.
- 2004 : Léa et Lulu, d'Alban Jardel[4]
- 2004 : Qui veut tuer ma communauté de communes ?, de Roger Louret[5]
- 2000 : Tu me squattes, de Roger Louret [6]
- 1999 : Les amants de Monsieur, de Roger Louret[7]

## Spectacles en solo
- 1er spectacle de 2006 à 2011 : l'emPIAFée, solo musical ("one-woman-show") autour du répertoire d'Édith Piaf, écrit et mis en scène par Rémy Caccia, avec au piano Jean-Louis Beydon.
  - Joué à Paris, à la Cigale et au Palais des Glaces, puis en tournée en France.
  - En avril 2009 au Casino de Paris.
  - Dernières représentations parisiennes de juillet à septembre 2011 au Théâtre Comédia.
- 2e spectacle de 2012 à 2015 : l’Entubée, mis en scène par Rémy Caccia, également et aléatoirement intitulé Nouveau Spectacle et Made in Chollet, joué au Théâtre de la Renaissance, puis à Bobino, à l'Olympia et en tournée en l’Europe.
- 3e spectacle de 2015 à 2018 : Comic Hall, mis en scène par Rémy Caccia, à Bobino puis au Théâtre du Palais-Royal.
- 4e spectacle Tout Chollet, best of des premiers spectacles.
- 5e spectacle en 2019 :  N°5 de Chollet, mis en scène par Rémy Caccia, inauguré à la salle Pleyel puis joué au Théâtre de la Tour Eiffel avant une grande tournée.
- 6e spectacle "Reconditionnée", depuis le 9 janvier 2022, joué à Paris et en tournée dans toute la France.

## Filmographie
- 2012 : Arrête de pleurer Pénélope film de Corinne Puget et Juliette Arnaud : Suzelle
- 2012 : La Méthode Claire, téléfilm de Vincent Monnet : Sophie
- 2013 : Hôtel Normandy, film de Charles Nemes : une cliente de Pénélope
- 2024 : Meurtres à Honfleur, téléfilm de Christelle Raynal : Sylvia

## Spectacle musical
- Les Années Twist
- Les Z'Années Zazous
- La Fièvre des Années 80
- Hair
- Mon homme